# Juan Carlos Zabala
Juan Carlos Zabala (11. oktober 1911 i Rosario – 24. januar 1983 i Buenos Aires) var en argentinsk atlet.
Han praktiserede fodbold, basketball og svømning før han gik over til atletik i 1927. Han løb sit første maratonløb i oktober 1931, og 10 dage efter satte han en ny verdensrekord i 30 km med tiden 1.42.30,4.
Zabalas sportslige højdepunkt kom under OL 1932 i Los Angeles. Han var i mål 20 sekunder foran briteren Samuel Ferris.
Zabala deltog også under OL 1936 i Berlin, hvor han kom på en 8. plads i 10 000 meter. Han deltog også i maratonløbet, og førte længe. Efter 30 km blev han imidlertid passeret af guld- og sølvmedaljevinderene Sohn Kee-chung og Ernest Harper.